# Yanne Matis
Pour les articles homonymes, voir Matis.
Yanne Matis, née en 1960 à Méru (Oise), est une musicienne et chanteuse française.

## Biographie
Originaire de Bretagne, dès l'âge de 5 ans, la voix de Joan Baez (1941-) lui fait découvrir la musique en la « submergeant ». Elle en continue les valeurs de l'artiste originelle auprès des enfants malades et la défense animale.
Au début des années 1990, elle est invitée à faire la première partie d'un des concerts de Graeme Allwright (1926-2020).
En 1994, son premier album, Shannon, sort chez Polygram. L'album est parrainé et soutenu par Jean Rochefort (1930-2017).
En 2002, elle est invitée à chanter au sein du Festival de musique country de Craponne-sur-Arzon (Haute-Loire).
En 2003, elle participe au spectacle La légende du Far-West au palais omnisports de Paris-Bercy avec Dale Watson (en) et Hugues Aufray (1929-). Elle y chante Amazing Grace, a cappella, devant 14 000 spectateurs.
En mai de la même année, Yanne Matis fonde un groupe avec quatre musiciens nommé Matis. Le premier album du groupe est Beautiful life. Il représente un mélange de sons acoustiques colorés de musique country et de folk irlandais. La chanteuse du groupe, Yanne Matis se voit décerner le prix de la meilleure chanteuse country en France en 2003 et 2004 par la French Award of Country Music (FACM),.
Entre les années 2004 et 2006, le groupe musical et sa chanteuse sillonnent tous les plus grands festivals de country en France et en Europe,. Sorti en 2006, le premier album pur Matis, fait essentiellement de compositions du groupe s'intitule Encore.
Au printemps 2017 chez son amie Yanne Matis, Graeme Allwright enregistre une chanson inédite à la mémoire de Leonard Cohen décédé en novembre 2016. Durant l'été de cette année, elle effectue l'ouverture de la 26e édition des soirées de ChatrEstivales (Eure-et-Loir).
Bénévole auprès d'associations, elle participe à l'organisation de concerts et effectue des prestations auprès d'une dizaine d'enfants et d'adultes qui composent un groupe de chant.
Yanne Matis vit dans une ferme bressane retapée à Chaveyriat (Ain) avec son mari et ses deux chevaux au milieu de la verdure où elle puise les racines de sa musique.

## Discographie
- 1994 : Shannon - diffusé par PolyGram Distribution (Jenny Records)| No  | Titre                    | Durée |
| --- | ------------------------ | ----- |
| 1.  | Shannon                  | 4:35  |
| 2.  | Quand revient le silence | 4:10  |
| 3.  | Peur de toi              | 4:20  |
| 4.  | Silence between us       | 3:59  |
| 5.  | L'ombre du vent          | 4:16  |
| 6.  | La couleur de l'or       | 4:25  |
| 7.  | Reste encore             | 3:55  |
| 8.  | Juste un miracle         | 4:27  |
| 9.  | Pour mon père            | 3:39  |
| 10. | Petit                    | 3:16  |
| 11. | Tous ceux qui s'arrêtent | 4:01  |
| 12. | Robin des Bois           | 5:55  |
- 2002 : Hard Times
- 2003 : Beautiful Life| 1.    | Walking in Jerusalem | 3:08 |
| 2.    | Hickory wind         | 3:42 |
| 3.    | Scotland             | 2:19 |
| 4.    | Feels like home      | 4:17 |
| 5.    | Beautiful life       | 2:54 |
| 6.    | Mr Bojangles         | 4:50 |
| 7.    | You gotta move       | 3:19 |
| 8.    | Penny Lane           | 2:55 |
| 9.    | Kathy's song         | 3:25 |
| 10.   | Museum Rag           | 2:28 |
| 11.   | Kansas City          | 3:44 |
| 12.   | Irish land           | 3:30 |
| 40:31 |                      |      |
- 2006 : Encore - enregistré à l'Odyssée Studio Multimédia| No  | Titre                               | Durée |
| --- | ----------------------------------- | ----- |
| 1.  | Peu importe                         |       |
| 2.  | Nous deux                           |       |
| 3.  | Time is on my way                   |       |
| 4.  | Irish land                          |       |
| 5.  | On peut tout imaginer               |       |
| 6.  | The eyes of age                     |       |
| 7.  | Make it together                    |       |
| 8.  | Pense que j'y suis passée avant toi |       |
| 9.  | Il n'y a que l'amour                |       |
| 10. | The carpet crawlers                 |       |
| 11. | Julia                               |       |
| 12. | Journey through the mind            |       |
| 13. | 10 minutes                          |       |
| 14. | When it's too much                  |       |
- 2009 : Anyway
- 2017 : L'heure des moissons (avec la participation de Graeme Allwright)| No  | Titre                           | Durée |
| --- | ------------------------------- | ----- |
| 1.  | Adieu à Papa                    |       |
| 2.  | Cap enragé                      |       |
| 3.  | Écoute dans le vent             |       |
| 4.  | Margnol                         |       |
| 5.  | Combien de temps pour t'oublier |       |
| 6.  | Léonard                         |       |
| 7.  | Reviens Jesse                   |       |
| 8.  | C'était bien la dernière chose  |       |
| 9.  | Une autre chanson               |       |
| 10. | La terre est si belle           |       |